# Азербайджанська національна енциклопедія

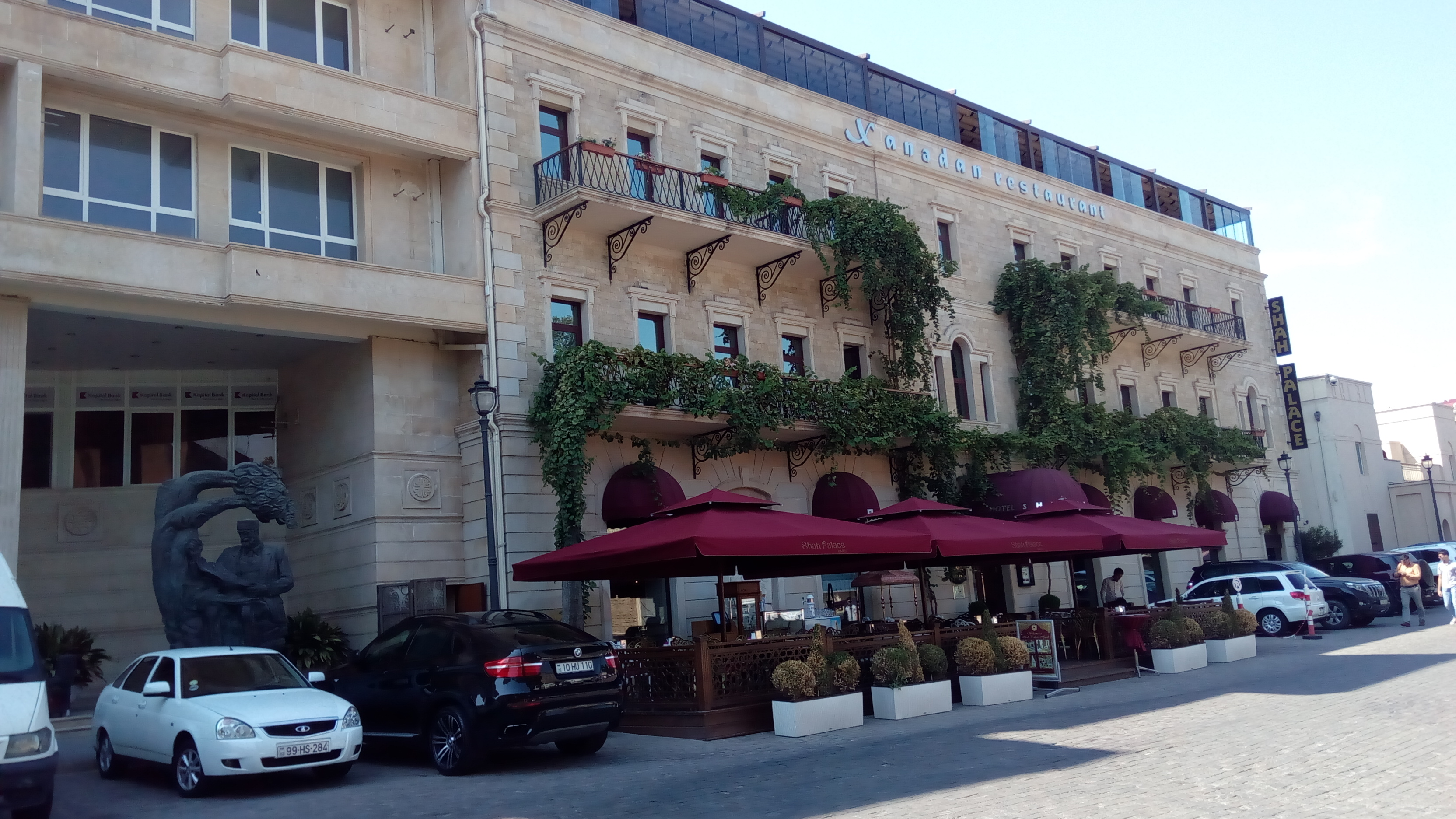
Будівля головної редакції енциклопедії і пам'ятник Гасан-беку Зардабі

Азербайджанська національна енциклопедія (азерб. Azərbaycan Milli Ensiklopediyası) — універсальне енциклопедичне видання азербайджанською мовою виходить від 2010 року. Будівля головної редакції розташована в історичному районі Ічері-шехер, вулиця Боюк Гала, буд. 41.

## Історія
Перші спроби підготовки Енциклопедії Азербайджанської Ради відносяться до 30-х років ХХ століття, але тоді її так і не було видано. 30 грудня 1965 року підписано указ «Про видання Азербайджанської Радянської Енциклопедії» і при Академії наук РСР засновано головну редакцію АРЕ. 1970 року видано перший том енциклопедії, але через невідповідність радянським правилам друк було припинено. За розпорядженням від 24 жовтня 1975 року друк Азербайджанської радянської енциклопедії було відновлено. У 1976—1987 роках завершено видання 10 томів Азербайджанської радянської енциклопедії. А раніше запланований спеціальний том «Азербайджанська РСР» видано не було.
Після відновлення незалежності основою для підготовки Азербайджанської національної енциклопедії став закон від 30 травня 2000 року «Про видавництво».
З метою забезпечення підготовки та видання Азербайджанської національної енциклопедії вийшло розпорядження президента Азербайджану від 5 травня 2004 року про створення цього ж року наукового центру «Азербайджанська національна енциклопедія» (Azərbaycan Milli Ensiklopediyası) Національної академії наук Азербайджану. Центр готує енциклопедію до друку.
Перші 25 тисяч примірників, надрукованих у видавництві «Şərq-Qərb», безкоштовно роздано в бібліотеки та інші організації.
2007 року видано спеціальний том «Азербайджан». Перший том «Азербайджанської національної енциклопедії» видано 2009 року. Заплановано видання в цілому 20 томів енциклопедії. Кожен з томів енциклопедії буде випускатися тиражем 30 000 примірників. Обсяг кожного тому становить близько 800—900 сторінок. Перші два томи національної енциклопедії і спецтом «Азербайджан» можна придбати тільки в Науковому центрі Національної енциклопедії НАНА.

## Російська версія
Російською мовою видається спеціальний (вступний) том «Азербайджанської національної енциклопедії» тиражем 5 тис. примірників. Це загальна збірка про азербайджанську державу, історію, культуру, літературу, науку, освіту Азербайджану, про діячів країни тощо. 2012 року спеціальний том видано в Німеччині російською мовою.